# St. Georg und Maria (Ebersbach)

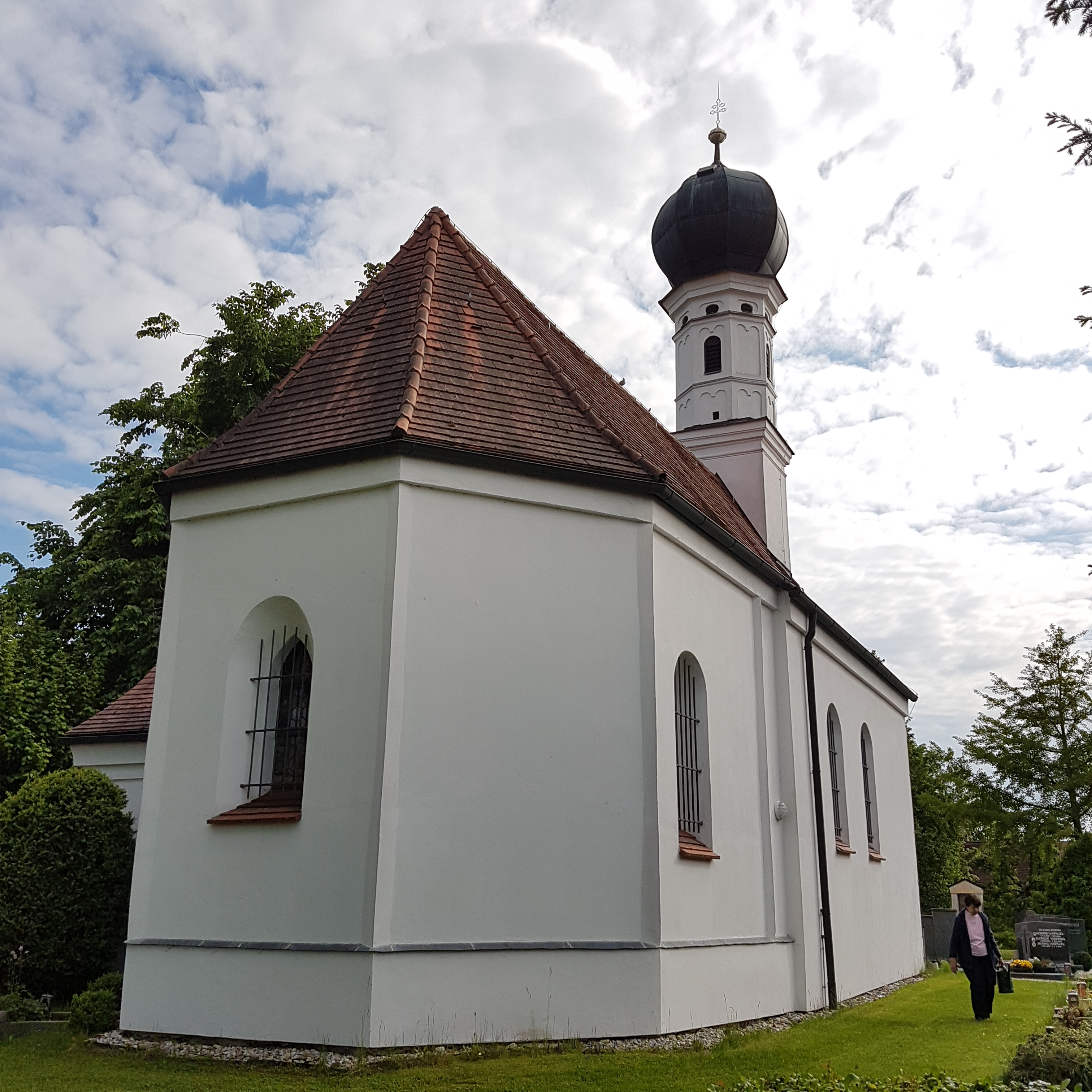
St. Georg und Maria in Ebersbach

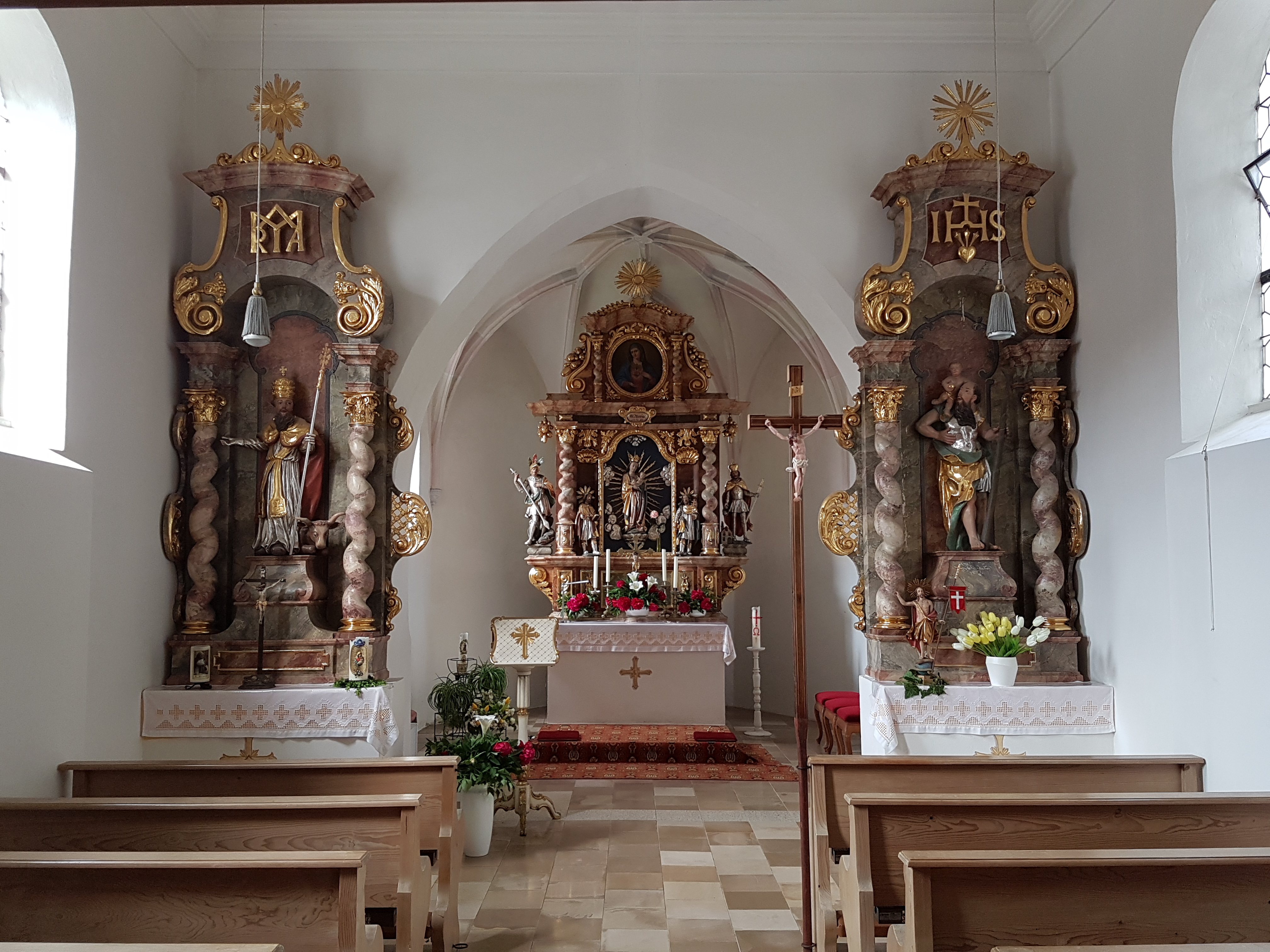
Innenraum

Die römisch-katholische Filialkirche St. Georg und Maria steht in Ebersbach, einem Gemeindeteil von Weichs im oberbayerischen Landkreis Dachau. Das Bauwerk ist als Baudenkmal unter der Nr. D-1-74-151-10 eingetragen. Die Kirche gehört zum Erzbistum München und Freising.

## Beschreibung
Die Saalkirche wurde im 17./18. Jahrhundert erbaut. Sie besteht aus einem Langhaus, einem eingezogenen, dreiseitig geschlossenen Chor im Nordosten und einem quadratischen Giebelreiter im Südwesten, der 1741 mit einem achteckigen Geschoss aufgestockt und mit einer Zwiebelhaube bedeckt wurde. Der Innenraum  des Langhauses ist mit einer Flachdecke überspannt, der des Chors mit einem Netzgewölbe. Die Altäre wurden am Ende des 17. Jahrhunderts errichtet. Vor dem Altarretabel des Hochaltars steht eine Statuette der Maria.